# Giovanni Vincenzo Bonzano
Giovanni Vincenzo Bonzano, P.I.M.E. (27. září 1867, Castelleto Scazzoso – 26. listopadu 1927, Řím) byl italský římskokatolický duchovní, člen Papežského institutu pro zahraniční misie, arcibiskup, církevní diplomat a kardinál.

## Život
Narodil se 27. září 1867 v Castelleto Scazzoso, jako syn zemědělců Giuseppeho Bonzana a Agostiny roz. Vescovo. Byl pokřtěn jako Giovanni Maria Secondo. Měl dva bratry a tři sestry.
Studoval v semináři ve Vigevanu a poté na Koleji Mastai pro čínské misie v Římě. V této době vstoupil do Papežského institutu pro zahraniční misie. V Římě také pokračoval ve studiu na Papežském Athenaeu pro šíření víry. Dne 21. května 1890 byl kardinálem a generálním vikářem římské diecéze Lucidem Maria Parocchim vysvěcen na kněze. V letech 1891-1897 byl misionářem v Číně a 26. srpna 1899 se stal generálním vikářem diecéze Vigevano. Dne 10. února 1900 byl jmenován kancléřem této diecéze.
V letech 1901-1904 působil jako člen fakulty Papežského Athenaea pro šíření víry a od 16. května 1904 by jejím rektorem.
Dne 2. února 1912 jej papež Pius X. jmenoval titulárním arcibiskupem z Meliténé a apoštolským delegátem ve Spojených státech amerických. Biskupské svěcení přijal 3. března 1912 z rukou kardinála Rafaela Merry del Val y Zulueta a spolusvětiteli byli biskup Pietro Barruti a biskup Thomas Francis Kennedy. Dne 22. června 1915 byl dočasně jmenován vedením apoštolské delegace v Mexiku.
Dne 11. prosince 1922 jej papež Pius XI. na konzistoři jmenoval kardinálem. Jako titulární kostel mu byl přidělen San Pancrazio. Kardinálský biret a titul mu byl předán 14. prosince.
Dne 18. prosince 1924 mu byl přidělen kostel Santa Susanna.
Dne 19. dubna 1925 předsedal počáteční renovaci baziliky Panny Marie Andělské v Assisi a 18. května 1926 byl papežským legátem na 28. Mezinárodním eucharistickém kongresu v Chicagu.
Zemřel 26. listopadu 1927 na následky komplikace po operaci v Clinica Quisisana v Římě. Původně byl pokřtěn v kapli Kongregace pro šíření víry na hřbitově Campo Verano. V listopadu 1937 byly jeho ostatky přeneseny do kostela kongregace Sester františkánek misionářek Marie v Grottaferratě.